# 大戸復三郎

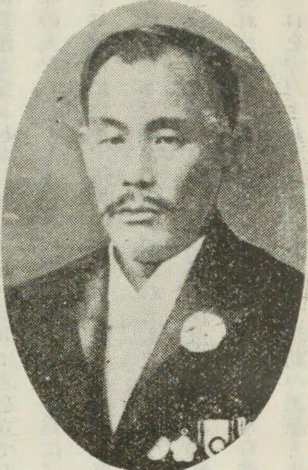
大戸復三郎

大戸 復三郎（おおと ふくさぶろう、万延元年6月8日（1860年7月25日） - 大正13年（1924年）1月12日）は、日本の衆議院議員（甲辰倶楽部→大同倶楽部）、弁護士、実業家。

## 経歴
備後国芦田郡府中市村（現在の広島県府中市）出身。1883年（明治16年）、司法省法学校を卒業し、司法省に出仕した。岡山始審裁判所判事となり、1890年（明治23年）に岡山区裁判所判事に転じた。1894年（明治27年）、退官。退官後は岡山市に弁護士事務所を開業した。
1904年（明治37年）、第9回衆議院議員総選挙に出馬し、当選を果たした。同年、岡山市会議員にも当選し、議長に選出された。
実業方面では、共立絹糸紡績会社取締役、加島銀行理事、岡山製氷会社取締役、中外燐寸株式会社社長などを歴任し、1921年（大正10年）には岡山商業会議所会頭に選出された。

## 著書
- 『民事訴訟法要解』（1890年、九春堂）